# Kut
Kut (arabisch الكوت al-Kūt; auch Kut al-Imara oder Kut al-Amara genannt) ist eine Stadt im Osten des Irak mit 315.167 Einwohnern (Stand 1. Januar 2005). Sie ist die Hauptstadt der Provinz al-Wasit, die bis in die 1960er Jahre ebenfalls Kut hieß.
Die Stadt liegt in einer Schleife des Tigris auf der linken Flussseite etwa 160 km südöstlich von Bagdad. Die Altstadt wird fast völlig vom Tigris umschlossen und ist so eine natürliche Festung. Die Bevölkerung ist ganz überwiegend zwölferschiitischen Glaubens.

## Geschichte
Während des Ersten Weltkrieges war Kut Schauplatz zweier Schlachten zwischen britischen und osmanischen Truppen. Das britische Expeditionskorps in Mesopotamien wurde im Dezember 1915 in Kut eingeschlossen und musste nach fast fünfmonatiger Belagerung am 29. April 1916 kapitulieren. Mehr als 13.000 Soldaten der britischen Armee, darunter mehr als 10.000 Inder und Gurkhas, 4 Generäle und 481 Offiziere gingen in osmanisch-türkische Kriegsgefangenschaft. Dies war neben der Schlacht von Gallipoli die zweite größere Niederlage der Briten an der „Orientfront“ und die schwerste an der Mesopotamienfront. Doch nur zehn Monate später, am 24. Februar 1917, schlugen die Briten an gleicher Stelle in der „Zweiten Schlacht von Kut“ die Türken entscheidend und nahmen die Stadt wieder ein. Am 16. Juli 2025 kam es zu einem Brand in einem Kaufhaus mit mind. 69 Toten.

## Wirtschaft

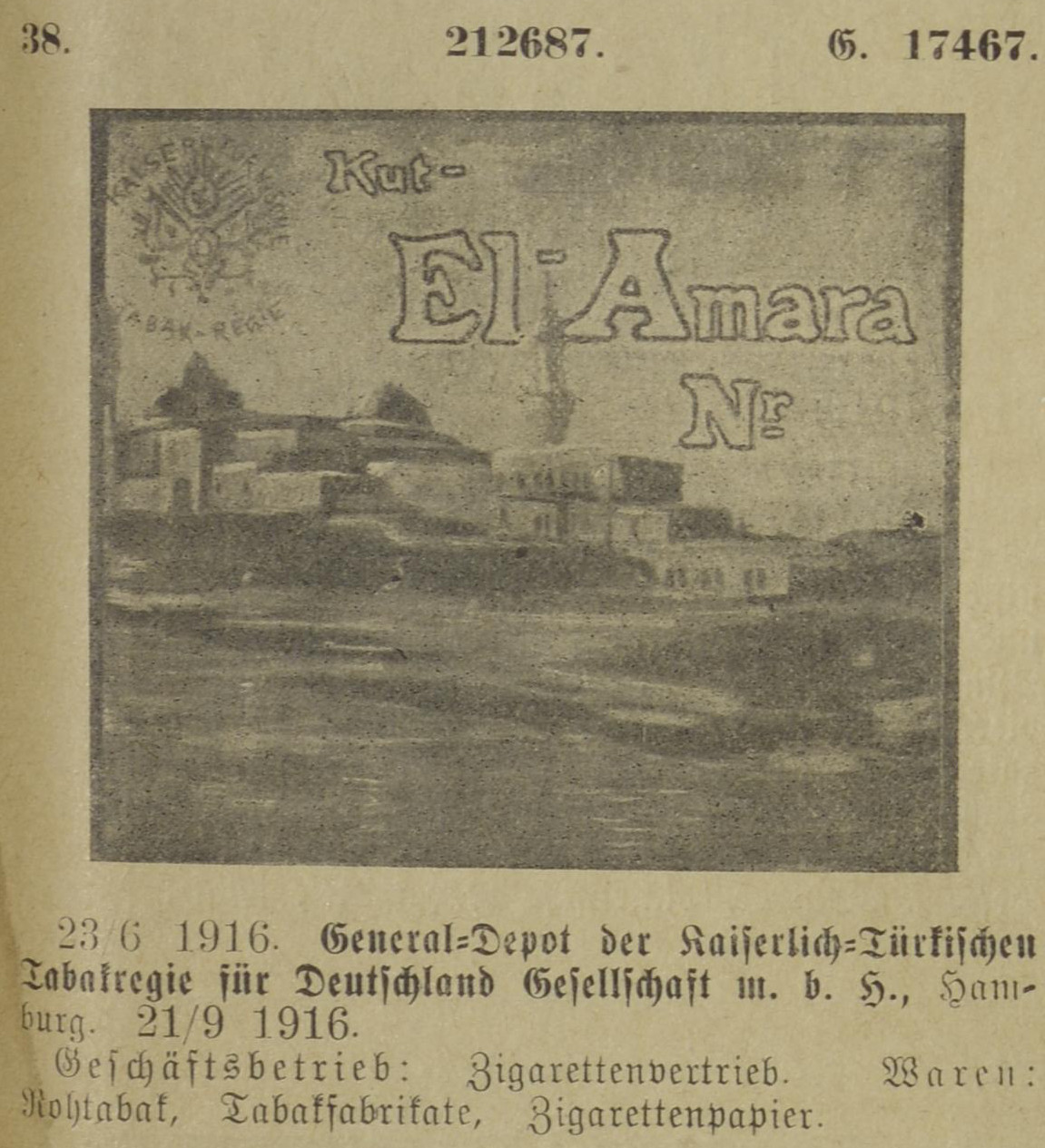
Warenzeichen mit Ansicht von Kut im Deutschen Reichsanzeiger (1916)

Kut liegt in einem fruchtbaren Gebiet, in dem traditionell Getreide angebaut wird. Außerdem war die Stadt lange ein wichtiges Handelszentrum für Teppiche.

## Persönlichkeiten
- Naseer Shamma (* 1963), Oud-Spieler
- Amjad Attwan (* 1997), Fußballspieler